# Heterapoderus undatus
Heterapoderus undatus là một loài bọ cánh cứng trong họ Attelabidae. Loài này được Marshall miêu tả khoa học năm 1932.